# Borowski Peak
Borowski Peak är en bergstopp i Antarktis. Den ligger i Östantarktis. Australien gör anspråk på området. Toppen på Borowski Peak är 1 178 meter över havet, eller 837 meter över den omgivande terrängen. Bredden vid basen är 8,1 km.
Terrängen runt Borowski Peak är varierad. Trakten är obefolkad. Det finns inga samhällen i närheten. 